# Willy Porth
Wilhelm „Willy“ Porth (* 19. November 1864 in Hannover, Königreich Hannover; † 4. April 1932 in Döbeln, Deutsches Reich) war ein deutscher Bühnenschauspieler und -regisseur.

## Leben und Wirken
Porth entstammte einer Dynastie von Bühnenkünstlern: Sein Großvater war der Schauspieler Friedrich Wilhelm Porth (1800–1874), sein Vater der Schauspieler Karl Porth (1833–1905). Karl Porth und Marie Seebach übernahmen auch die schauspielerische Unterweisung Willy Porths. Am 2. Mai 1882 gab dieser sein Schauspieldebüt mit der Rolle des Pylades in dem Goethe-Drama Iphigenie auf Tauris am Stadttheater von Reichenberg. Sein erstes Festengagement trat Porth im darauf folgenden Jahr am Hoftheater von Altenburg an und debütierte dort gleich mit dem Romeo aus Shakespeares Romeo und Julia. Zwei weitere Jahre später, 1885, ging er ans Hamburger Stadttheater und feierte seinen dortigen Einstand mit dem Titelhelden in Kleists Drama Der Prinz von Homburg. In Brünn, wohin er 1886 wechselte, begann Porth die Spielzeit erneut mit dem Romeo, und am Stadttheater von Riga debütierte der Künstler 1888 mit dem Ferdinand aus Kabale und Liebe. Mit diesem Part begann er auch 1889 am Hoftheater in Kassel, dem er zwei Spielzeiten angehörte.
Porths folgende Bühnenstationen waren Königsberg (1891 bis 1895), Halle (1895 bis 1896), Mannheim (1896 bis 1899) und Chemnitz (1899/1900). Das neue Jahrhundert begrüßte Porth am Grazer Stadttheater, ehe er eine Spielzeit darauf wieder nach Chemnitz heimkehrte. Später sah an ihn auch in Darmstadt. Mit dem Nathan in Nathan der Weise feierte Willy Porth in Bremen, wo er nicht nur starke Rollen (wie etwa den Leontes in Shakespeares Wintermärchen), sondern auch Regie führen durfte, sein 30-jähriges Schauspieljubiläum. Seine letzte Bühnenstation vor dem Ersten Weltkrieg wurde Dresden (auch hier Regie), wo schon seine Vorfahren große Erfolge feiern konnten. Nach dem Krieg band sich Porth kaum mehr an eine feste Bühne und zog sich sukzessive aus dem Beruf zurück. „Eine vorzügliche Sprechtechnik in Verbindung mit einer abgeklärten, auf eine Blütezeit klassizistischer Schauspielkunst zurückweisender Darstellungsart war Willy Porth eigen“, wie es im Nachruf des Deutschen Bühnen-Jahrbuchs 1933 hieß. Willy Porth war seit Juli 1893 mit der Sängerin Thekla Hamik verheiratet.